# Macrobrachium digueti
Macrobrachium digueti är en kräftdjursart som först beskrevs av Eugène Louis Bouvier 1895.  Macrobrachium digueti ingår i släktet Macrobrachium och familjen Palaemonidae. Inga underarter finns listade i Catalogue of Life.